# Lombardkade
De Lombardkade is een straat in de Nederlandse stad Rotterdam, die loopt van de Pompenburg en de Admiraal de Ruyterweg naar de Noordmolenwerf, Oppert, Stokvisbrug en de Delftsevaart, waar hij in overgaat. Zijstraten van de Lombardkade zijn de Kortebrandstraat, Lombardhof, Goudsesingel (deze kruist de Lombardkade), Binnenrottehof en de Binnenrotte. Parallel aan de Lombardkade ligt het Stokviswater, de straat is ongeveer 420 meter lang.

## Geschiedenis
De Lombardkade dankt zijn naam aan de verdwenen Lombardstraat. De Lombardstraat werd al genoemd in 1357, toen woonde hier uit noord Italië (Lombardije) afkomstige geldwisselaars.

Lombardkade die tamelijk nieuw oogt in een waterrijke omgeving met op afstand nog te zien het enige oudste uit de middeleeuwen daterend bestaand bouwwerk van Rotterdam, de Grote of Sint-Laurenskerk draagt toch een vrij oude historie met zich mee.

## Trivia
- Aan de Voormalige Lombardstraat zaten twee kerken. Dat was de Sint Sebastiaanskapel uit 1909 op nummer 1.[3] en de Schotse kerk uit 1910 aan de 1e Lombardstraat 2.[4] Beide zijn in de Tweede Wereldoorlog verwoest. Nu zit de Schotse kerk sinds 1952 aan de Schiedamse Vest.
- Aan de Lombardkade zit de bridgeclub "BC Never Down" die al sinds 1958 bestaat. Deze bridgeclub is in de jaren zo gegroeid, dat hij twee keer moest verhuzen. “De Lombard” opende op 5 september 1983 zijn deuren aan de Lombardkade 43a. In 1991 verhuisde de club naar de Lombardkade 48 en nu zit hij op de Lombardkade 28.[5][6]
- Per 1 januari 2021 is "De Lombard", Lombardkade 28 definitief gesloten en zijn alle denksportclubs (Bridge en Schaken)  verhuist naar Grandstand, Kralingseweg 120-126 Rotterdam, Dit onder de vleugel van Denksportcentrum Rotterdam[7]

Admiraal de Ruyterweg ·
Admiraliteitskade ·
Aert van Nesstraat ·
Baan ·
Batavierenstraat ·
Beukelsdijk ·
Beursplein ·
Beurstraverse ·
Binnenweg ·
Binnenwegplein ·
Binnenrotte ·
Blaak ·
Boezemweg ·
Boompjes ·
Bosland ·
Botersloot ·
Burgemeester van Walsumweg ·
Churchillplein ·
Coolsingel ·
Coolvest ·
Eendrachtsplein ·
Eendrachtsweg ·
Geldersekade ·
Goudsesingel ·
's-Gravendijkwal ·
Haagseveer ·
Henegouwerlaan ·
Hofdijk ·
Hofplein ·
Hoogstraat ·
Jonker Fransstraat ·
Karel Doormanstraat ·
Kipstraat ·
Kolk ·
Koningin Emmaplein ·
Korte Hoogstraat ·
Kruiskade ·
Kruisplein ·
Leuvehoofd ·
Lijnbaan ·
Lombardkade ·
Maasboulevard ·
Mariniersweg ·
Mathenesserlaan ·
Mauritsweg ·
Meent ·
Museumpark ·
Oostmolenwerf ·
Oostplein ·
Oude Binnenweg ·
Parkkade ·
Parklaan ·
Pim Fortuynplaats ·
Plein 1940 ·
Pompenburg ·
Rochussenstraat ·
Saftlevenstraat ·
Schiedamsedijk ·
Schiedamse Vest ·
Schouwburgplein ·
Spaansekade ·
Stadhuisplein ·
Stationsplein ·
Stroveer ·
Van Oldenbarneveltstraat ·
Vasteland ·
Veerkade ·
Weena ·
Westblaak ·
Westerkade ·
West-Kruiskade ·
Westersingel ·
Westplein ·
Willemskade ·
Willemsplein ·
Witte de Withstraat